# 梅纳 (德国)
梅纳（德語：Mehna）是德国图林根州的市镇，隶属于阿尔滕堡地区县。总面积为4.69平方千米，截至2023年12月31日总人口为252人。